# شاه حسین شاه
شاه حسین شاه (زاده ۸ ژوئن ۱۹۹۳، لندن) جودوکار پاکستانی است که در مسابقات ۱۰۰- کیلوگرم مردان به رقابت می‌پردازد. وی از ژوئیه ۲۰۱۴، در ژاپن مستقر شده‌است. شاه حسین پرچم‌دار پاکستان در المپیک ۲۰۱۶ ریو بود. شاه در بازی‌های آسیایی ۲۰۱۸ در اندونزی نیز شرکت داشت.

## خانواده
شاه فرزند بوکسور پاکستانی بازنشسته المپیک، حسین شاه است که موفق به کسب اولین مدال بوکس المپیک برای کشورش شده‌است. او برنده مدال برنز المپیک تابستانی ۱۹۹۸ در سئول کره است.

## حرفه
شاه تاکنون یک مدال برنز در مسابقات جودو قهرمانی آسیا بدست آورده‌است. او همچنین در بازی‌های جنوب آسیا نیز شرکت کرده‌است.

### ۲۰۱۴
او در فینال ۱۰۰- کیلوگرم بازی‌های کشورهای همسود ۲۰۱۴ در گلاسکو، به یوان برتون اسکاتلندی باخت و دوم شد.

### ۲۰۱۶
شاه نماینده پاکستان در المپیک تابستانی ۲۰۱۶ در ریودوژانیرو، برزیل بود. او نخستین جودوکار پاکستانی است که موفق به راهیابی به بازی‌های المپیک شده‌است.